# Население на Фиджи
Населението на Фиджи според преброяването през 2017 г. е 884 887 души.

## Възрастов състав
(2000)
- 0 – 14 години: 33 % (мъже: 141 779/ жени: 136 212)
- 15 – 64 години: 63 % (мъже: 263 127/ жени: 262 686)
- над 65 години: 4 % (мъже: 13 405/ жени: 15 285)

(2006)
- 0 – 14 години: 31,4 % (мъже: 143 847/ жени: 138 061)
- 15 – 64 години: 64,5 % (мъже: 293 072/ жени: 292 312)
- над 65 години: 4,1 % (мъже: 17 583/ жени: 21 074)

## Етнически състав
Според статистка през 2007 г. населението на страната е 837 271 души, от тях 475 739 души са местни фиджийци (меланезийци и полинезийци), 313 798 души са индийци, и 47 734 души са от други националности.

## Религия
Според преброяването от 1996 г. 99,2% от населението са християни.

## Език
Официалните езици са английски и фиджийски.